# Malaxis ruizii
Malaxis ruizii är en orkidéart som beskrevs av Roberto González Tamayo. Malaxis ruizii ingår i släktet knottblomstersläktet, och familjen orkidéer. Inga underarter finns listade i Catalogue of Life.